# هتل تهران
هتل تهران (به انگلیسی: Hotel Tehran) یک فیلم اکشن آمریکایی در حال ساخت به کارگردانی و نویسندگی گای موشه با بازی لیام نیسون و زکری لی‌وای است.

## داستان
گروهی از اپراتورهای جنگ زده سابق سیا که از پایان جنگ در افغانستان سرخورده شده بودند، به تهران رفتند تا امتیازی را که در حال تغییر زندگی‌شان بود، متوقف کنند.

## تولید
این فیلم بر اساس یک ایده اصلی توسط افسر سابق گروه عملیات ویژه اطلاعات سیا، باززل باز ساخته شده است و توسط گای موشه کارگردانی شده است که فیلمنامه را با مارک باچی نوشته است.
این فیلم همچنین شامل نیروهای ویژه سابق و مأموران اطلاعاتی دولتی در میان تیم تولیدی است که در هماهنگی سکانس‌های اکشن و کمک به شیوه‌های عملیات سیا در خارج از کشور نقش دارند.
فیلمبرداری اصلی در میسیسیپی در سپتامبر ۲۰۲۴ آغاز شد.